# تريفوريت
التريفوريت (بالإنجليزية: Trevorite )‏ عبارة عن معدن حديدوز النيكل النادر جداً والذي ينتمي إلى مجموعة السبينل . صيغته الكيميائية NiFe3+2O4 . وهو معدن أسود له خصائص السبينل النموذجية من نظام بلوري مكعب ، أسود مخطط، غير قابل للصهر وغير قابل للذوبان في معظم الأحماض .
هناك على الأقل محلول صلب جزئي بين التريفوريت والماجنيتايت ، مع عدّة ماجنيتايت من الصخور فوق المافية والتي تحتوي بما لايقل عن الكميات الضئيلة من النيكل . قد يحل Fe2+ و Mg2+ بديلاً عن النيكل في التريفوريت .
سمّي هذا الاسم نسبة إلى الرائد تيودور جرافد تريفور والذي كان مفتش التعدين في جنوب أفريقيا .